# Bilingüismo en Canadá

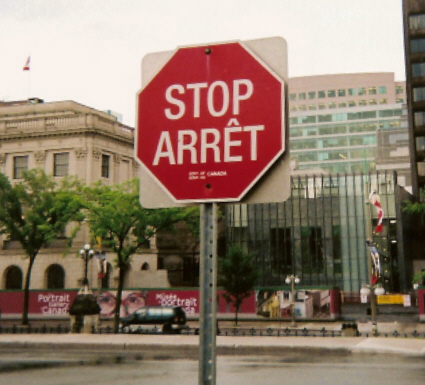
Señal de detención bilingüe (inglés/francés) en la Parliament Hill, Ottawa. Un ejemplo de bilingüismo a nivel del gobierno federal.

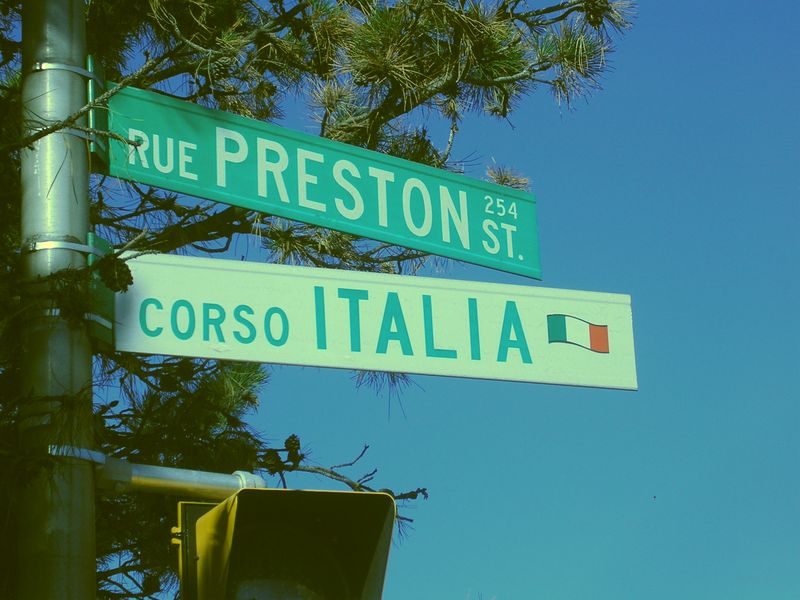
Señal bilingüe (francés/italiano) de la Preston Street (rue Preston) en la Little Italy de Ottawa. Un ejemplo de bilingüismo a nivel del gobierno municipal.

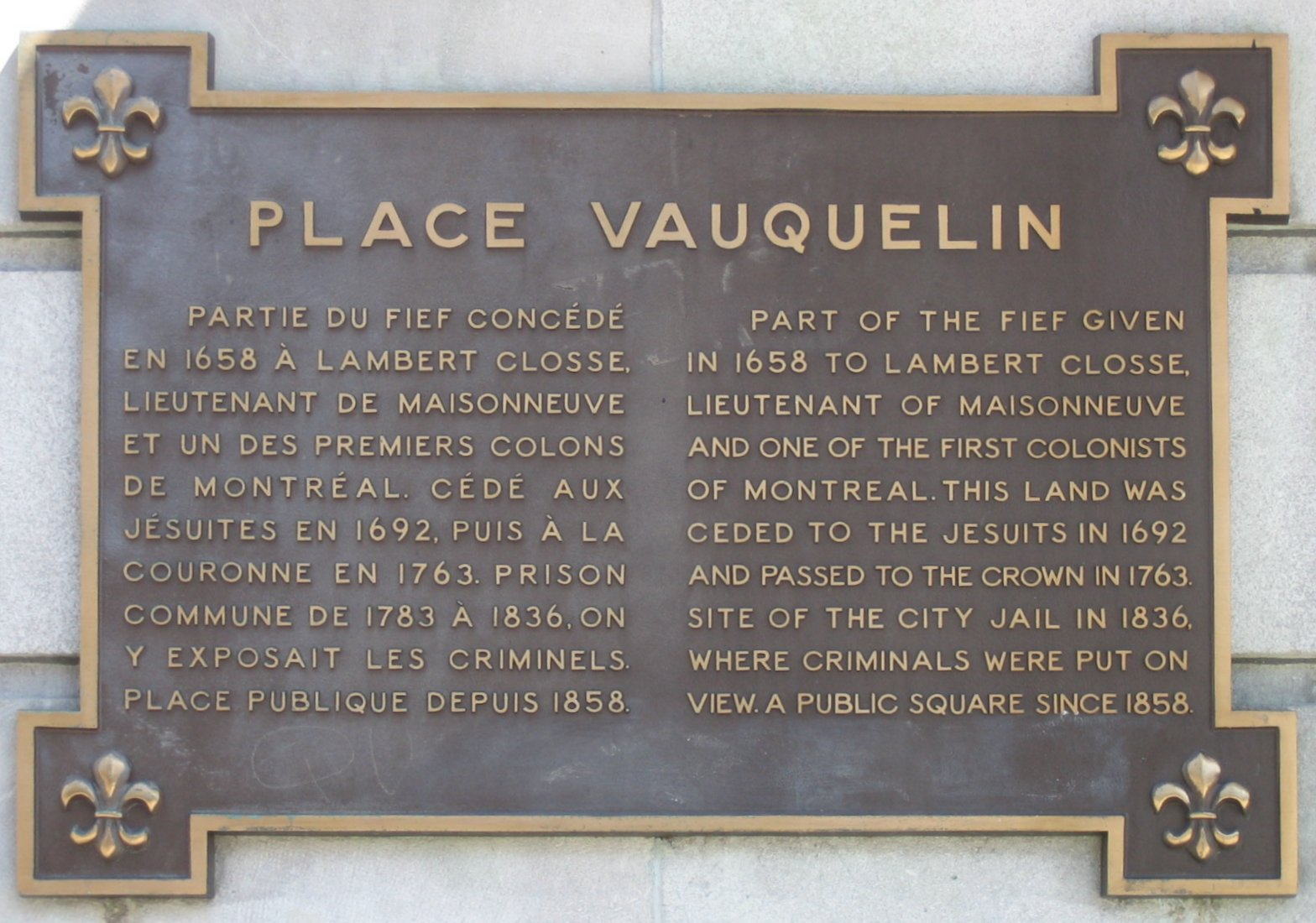
Una placa bilingüe en Montreal, Quebec.

El bilingüismo en Canadá hace referencia a las leyes y políticas del gobierno federal —y de otros niveles de gobierno— que obligan a ciertos servicios y escritos estar disponibles al público en inglés y francés. La mayoría de los habitantes del país no puede hablar con fluidez los dos idiomas oficiales. Muchas personas consideran polémicas estas políticas bilingües, tanto en los sectores nacionalistas de Quebec, como en los de Alberta y otras provincias del oeste.
A nivel provincial, sólo Nuevo Brunswick es oficialmente bilingüe (según la sección 16 de la Carta Canadiense de los Derechos y las Libertades), aunque todas las provincias ofrecen algunos servicios y hasta la educación secundaria en las dos lenguas oficiales. Los tres territorios son oficialmente bilingües. Son también oficiales varias lenguas aborígenes en los Territorios del Noroeste, y el inuktitut es lengua oficial en Nunavut.

## Historia
El bilingüismo oficial en sus diversas formas se remonta a 1867, en tiempos de la Confederación Canadiense, cuando los Actos de la América del Norte Británica permitieron tanto el francés como el inglés en los debates parlamentarios y en los juicios de las cortes federales. Sin embargo, durante mucho tiempo los francófonos estuvieron en una posición inferior en la Confederación. El uso del francés, especialmente en la educación, estaba restringido en muchas ocasiones, en especial en provincias anglófonas como Manitoba (véase Cuestión de las escuelas de Manitoba) y Ontario (véase Reglamento 17). El bilingüismo en su forma moderna tiene su origen en la Comisión Real sobre Bilingüismo y Biculturalismo, que comenzó a trabajar en 1963 y condujo a la Ley sobre las Lenguas Oficiales en 1969.
En 1970 se establece el Programa de Identidad Federal (en inglés Federal Identity Program; que asumía una igualdad de uso del inglés y el francés en todas las instancias federales) para estandarizar una identidad corporativa en el gobierno canadiense.
En 1974 entra en vigor la Ley sobre el embalaje y etiquetado de los productos de consumo que obliga a usar tanto el inglés como el francés en el etiquetado de todos los productos de consumo distribuidos a escala nacional. Precisamente, el etiquetado bilingüe sigue siendo uno de los aspectos más visibles del bilingüismo para el público canadiense en general, lo que da lugar a que, en ocasiones, a este aspecto de bilingüismo se le denomine "bilingüismo de caja de cereales". Además, la mayor parte de la señalización vial en el Este de Canadá es bilingüe, incluyendo toda la provincia de Nuevo Brunswick.
En 1977, Quebec introdujo su Carta de la lengua francesa (la denominada "Ley 101") para promover y conservar el francés en la provincia, desafiando indirectamente la política de bilingüismo federal. Al principio, prohibía el uso de todas las lenguas excepto el francés en los rótulos comerciales en la provincia, pero más tarde todas esas limitaciones se redujeron de manera que permitiesen el uso otras lenguas, siempre y cuando la versión francesa fuese la dominante. También exige que los hijos de inmigrantes que residen en Quebec asistan a colegios públicos francófonos; los hijos de ciudadanos canadienses que hayan recibido su educación en Canadá y en lengua inglesa pueden asistir a colegios públicos anglófonos, que están dirigidos por consejos escolares también anglófonos. La controversia sobre esta parte de la legislación lingüística de Quebec ha disminuido en los últimos años, pues por regla general se acepta que el francés sea el lenguaje de uso corriente de la provincia, al igual que el inglés lo es en el resto de Canadá.
En 1982, la Ley Constitucional de 1982 (a la cual el gobierno de Quebec no dio el visto bueno) obligó a las provincias y territorios, de acuerdo con la sección 23, a ofrecer la educación en los dos idiomas oficiales donde los números así lo justifiquen, es decir, allí donde la demanda fuese lo suficientemente alta. También agregó la Cláusula de Canadá, que ampliaba los derechos a recibir servicios educativos en otras lenguas minoritarias en todo el país. En 1988 se introdujo una segunda versión de la Ley sobre las Lenguas Oficiales, que tenía en cuenta los nuevos requisitos de la Ley Constitucional. Una minoría de padres desafiaron a las autoridades provinciales educativas en el Tribunal Supremo sobre lo que significaba exactamente "donde los números así lo justifiquen". En la mayoría de los casos, si no todos, falló a favor de los padres; el caso más reciente fue el de unos padres acadianos de Summerside, Isla del Príncipe Eduardo, que consiguieron que se abriese una escuela en francés para la pequeña comunidad francófona del lugar.
En 1988, el Tribunal Supremo de Canadá dictaminó en el caso Ford v. Quebec que las provisiones de la ley sobre carteles comerciales de la Carta de la Lengua Francesa de Quebec (que prohibían el uso de la lengua inglesa en los signos exteriores) eran inconstitucionales. En 1989, la Asamblea Nacional de Quebec apeló a la Cláusula derogatoria de la constitución canadiense para prescindir de la aplicación del Tribunal. Una apelación de la ONU al "caso McIntyre" resultó en una condena de la ley de signos de Quebec —sin importar la legalidad "canadiense" de la cláusula derogatoria. Como respuesta, la Asamblea Nacional de Quebec aprobó su Ley 86 en 1993, sirviéndose de las sugerencias propuestas en el fallo del Tribunal Supremo de 1988, que aprobó el uso de otros idiomas en los carteles comerciales a condición de que la versión en francés fuese la predominante.
En 1986, el gobierno de Ontario aprobó la Ley sobre los servicios en francés, que garantizaba a los ciudadanos francófonos de 24 áreas determinadas de la provincia a recibir servicios gubernamentales en francés.
El 9 de marzo de 2005, la provincia de Ontario enmendó la Ley de la Ciudad de Ottawa para reconocer oficialmente su carácter bilingüe.
El 31 de marzo de 2005, el Tribunal Supremo de Canadá dictaminó por unanimidad que el artículo 73 de la Carta de la Lengua Francesa de Quebec, limitando el acceso a la educación pública en inglés, violaba la Carta Canadiense de los Derechos y las Libertades. El tribunal reconoció la constitucionalidad de la ley pero, al igual que con el caso de la ley sobre la señalización de 1988, ofreció a la provincia un conjunto de criterios para ajustarla con las provisiones de la Carta.

## Apoyo y oposición
El apoyo al bilingüismo en Canadá es mixto. Algunas personas, en su mayoría anglófonos que viven en provincias canadienses con una pequeña población francófona, ven las políticas federales bilingües como una regulación gubernamental innecesaria y excesiva, y para sus detractores, la presencia del francés en productos canadienses y señales de tráfico es un recordatorio constante de la política. Muchos nacionalistas de Quebec, aunque se ven beneficiados por la ley de etiquetado bilingüe, ven las políticas bilingües como un intento de diluir su lengua y cultura con la inglesa. La comunidad anglófona de Quebec, al igual que su homóloga francófona en el Canadá inglés, tiende a estar más a favor que en contra de la política. El apoyo al bilingüismo parece ser más fuerte en el área conocida como "cinturón bilingüe" (que abarca partes de Ontario, Manitoba, oeste de Quebec y Montreal, además de las Provincias Marítimas) y más débil en Canadá occidental, aunque hay partidarios y detractores en todas las partes del país.
Grupos como la Alianza para la Conservación del Inglés en Canadá, y libros como Bilingual Today, French Tomorrow de Jock V. Andrew, han defendido el final del bilingüismo oficial, y más recientemente, el Partido Reformista de Canadá ha abogado por la revocación de la política. En las elecciones de 2004, el parlamentario conservador Scott Reid, el crítico sobre cuestiones lingüísticas del partido, suscitó polémica al sugerir que, si era elegido, su partido revisaría la política lingüística de Canadá y reduciría potencialmente el suministro de servicios bilingües.
La inmersión francesa es un programa educativo opcional que respalda el bilingüismo. Es un método educativo en el que el estudiante da todas las asignaturas en francés, no sólo la lengua en sí. Algunos ven su popularidad como un apoyo al bilingüismo; otros, en cambio, lo ven como elitismo en la educación pública. Las matriculaciones en programas de inmersión francesa han crecido de manera significativa en la mayor parte de las provincias. Para los estudiantes francófonos de Quebec existe un programa similar de inmersión inglesa, pero a menudo entra en conflicto con las políticas lingüísticas oficiales del gobierno de Quebec.

## Comunidades lingüísticas minoritarias
Si bien Quebec es la única provincia de mayoría francófona, en todas las provincias y territorios hay hablantes de francés. Cada uno de estos grupos tiene sus propias instituciones culturales, historia e identidad. Véase:
- Acadianos (en francés Acadiens, de Acadia)
- Franco-Ontariens (Ontario)
- Franco-Manitobains (Manitoba)
- Fransaskois (Saskatchewan)
- Franco-Albertains (Alberta)
- Francófonos de Columbia Británica (Columbia Británica)
- Franco-Terreneuviens (Terranova y Labrador)
- Franco-Tenois (Territorios del Noroeste)
- Franco-Yukonais (Yukón)
- Franco-Nunavois (Nunavut)

Además, Quebec alberga una comunidad anglófona.
Aunque sólo el inglés y francés tienen un estatus oficial en Canadá, todas las provincias tienen comunidades cuya lengua materna no es ninguna de las oficiales. En el contexto particular de Quebec, son denominados alófonos. Estas comunidades utilizan con frecuencia sus propias lenguas en ámbitos locales y entre ellos mismos, aunque por lo general adoptan la lengua mayoritaria de su provincia como segunda o tercera lengua.
Las lenguas aborígenes, como el inuktitut, el Inuinnaqtun, el Dene Suline, el Cree y el Slavey, tienen el estatuto de oficiales en Nunavut y en los Territorios del Noroeste.